# Leuckart-Wallach-Reaktion
Die Leuckart-Wallach-Reaktion ist eine Namensreaktion der organischen Chemie und nach den deutschen Chemikern Rudolf Leuckart und Otto Wallach benannt. Sie beschreibt die reduktive Aminierung von Ketonen oder Aldehyden mit Ameisensäure. Bei der Verwendung von Formaldehyd als Alkylierungsreagenz zur Bildung methylierter Amine nennt man diese Reaktion auch Eschweiler-Clarke-Reaktion.

## Übersichtsreaktion
Bei der Leuckart-Wallach-Reaktion können unter einfachen Bedingungen Amine (besonders tertiäre) hergestellt werden. Hierbei setzt man einen Aldehyd oder ein Keton mit Ammoniak oder einem primären bzw. sekundären Amin und Ameisensäure um.
Die Reste R1 bis R4 in der obigen Reaktion können entweder Wasserstoff-Atome, Methylgruppen oder auch Arylgruppen (z. B. eine Phenylgruppe) oder andere längerkettige, ggf. verzweigte Alkylgruppen sein. In der folgenden Galerie sind die Strukturformeln der einfachsten, möglichen Edukte und Ameisensäure gezeigt:

Acetaldehyd
Aceton
Methylamin
Dimethylamin
Ameisensäure

Statt Ammoniak und Ameisensäure kann auch Ammoniumformiat verwendet werden, das im Laufe der Reaktion beim Erwärmen in Ammoniak und Ameisensäure dissoziiert. Es kommt zur Bildung eines resonanzstabilisierten Carbenium-Immonium-Ions (wie zum Beispiel auch bei der Mannich-Reaktion). Damit die Reaktion überhaupt abläuft muss das Reaktionsgemisch auf 160–185 °C erhitzt werden.

## Reaktionsmechanismus
Ein möglicher Reaktionsmechanismus wird im Folgenden aufgezeigt. Der Übersichtlichkeit halber wird auch hier Acetaldehyd mit einem primären Amin (NH2CH3) umgesetzt.
Zunächst wird das Methylamin (2) an den Acetaldehyd (1) nucleophil addiert. Nach einer Kondensation entsteht ein Carbeniumion 3 mit zwei mesomeren Grenzformeln. Daraufhin wird mit Hilfe der Ameisensäure ein cyclischer Übergangszustand 4 gebildet. In zwei Schritten wird dieser dann zunächst decarboxyliert, dann deprotoniert, um das sekundäre Amin 5 zu bilden.

## Anwendung
Diese Reaktion wird vorwiegend zur Synthese von tertiären Aminen verwendet. Außerdem können Amine mit reduktionsempfindlichen Gruppen alkyliert werden.